# Borgofranco d’Ivrea
Borgofranco d'Ivrea (piemonti nyelven Borghfranch) egy 3 758 lelkes település Olaszországban, Torino megyében.